# Karl Anton Eugen Prantl
Karl Anton Eugen Prantl (10 tháng 9 năm 1849 – 24 tháng 2 năm 1893), còn được gọi là Carl Anton Eugen Prantl, là một nhà thực vật học người Đức.
Prantl sinh ra ở Munich, Vương quốc Bayern và học tại Munich. Năm 1870, ông tốt nghiệp với luận án Das Inulin. Ein Beitrag zur Pflanzenphysiologie (tạm dịch: Inulin, một đóng góp cho sinh lý thực vật). Ông đã làm việc với Carl Wilhelm von Nägeli và Julius Sachs. Từ năm 1887 trở đi, ông xuất bản cuốn Die Natürlichen Pflanzenfamilien (The Natural Plant Families) cùng với nhà thực vật học Adolf Engler, người sau đó đã hoàn thành tác phẩm vào năm 1915.
Năm 1877, ông trở thành giáo sư tại tổ chức giáo dục lâm nghiệp ở Aschaffenburg. Chuyển đến Đại học Breslau vào năm 1889, ông trở thành giám đốc của vườn thực vật tại đây. Prantl cũng có nhiều nghiên cứu quan trọng trên các loài thực vật hoa ẩn.

## Công trình nghiên cứu
- Lehrbuch der Botanik (Giáo trình Thực vật học), tái bản lần thứ 7, Leipzig 1887. English translation: An elementary textbook of botany 1881
- Untersuchungen zur Morphologie der Gefäßkryptogamen (Nghiên cứu hình thái mạch dẫn của các loài thực vật hoa ẩn), Leipzig 1875 và 1881, 2 phần.
- Exkursionsflora für das Königreich Bayern (Thực vật trong chuyến du ngoạn đến vương quốc Bavaria), Stuttgart, 1884.
- Karl Prantl and Adolf Engler (editors): Die natürlichen Pflanzenfamilien (Các họ thực vật tự nhiên), tái bản lần thứ 2, Leipzig (từ 1887).